# 권상묘역
권상묘역(權常墓域)은 대한민국 경기도 김포시 하성면 마조리에 있는 조선시대 중기의 문신인 권상(1508~1589)의 무덤이다. 2002년 4월 8일 경기도의 문화재자료 제109호로 지정되었다.

## 개요
권상(1508~1589)은 조선시대 중기의 문신으로 자는 길재(吉載)이며 아버지는 전생서참봉(典牲署參奉) 진(振)이다. 7세에 아버지를 잃었는데 호곡(號哭)함이 마치 어른과 같았으며, 효가 지극하였다는 사신(史臣)의 평이 있다. 1528년에 생원시에 합격하였다. 1583년 선공감정(繕工監正)에 이르렀으며, 이 해에 효행으로 천거되어 통정(通政)의 계급에 올랐다. 1587년 가선(嘉善)의 위계를 받고 지중추부사(知中樞府事)가 되었다.
권상묘역은 봉분(封墳)·묘비(墓碑)·상석(床石)·향로석(香爐石)·문인석(文人石)·장명등(長明燈)·망주석(望柱石)을 두루 갖춘 조선시대 중기의 전형적인 묘소의 형태를 잘 갖추고 있다. 사당과 재실을 두루 갖추었으며 묘소가는 길 왼쪽으로 효자비와 신도비가 각각 보호각 안에 모셔져있다.
신도비는 용과 구름문양을 돋을새김한 방형의 이수(螭首)를 비신과 한 돌에 새기고, 방형 대좌 윗면에는 복련을, 네 측면에는 안상을 새겼다. 비명은 이항복(李恒福)이 짓고, 이숙(李潚)이 글을 썼으며, 노직(盧稷)이 전액을 썼다.

## 참고 문헌
- 권상묘역 - 국가유산청 국가유산포털